# 塩川静
塩川 静（しおかわ しずか、1889年（明治22年）12月24日 - 1971年（昭和46年）4月8日）は、大日本帝国陸軍軍人。最終階級は陸軍少将。

## 経歴
1889年（明治22年）に神奈川県で生まれた。陸軍士官学校第24期卒業。1938年（昭和13年）7月に輜重兵第2連隊長に就任し、1939年（昭和14年）8月に陸軍輜重兵大佐に進級した。1941年（昭和16年）3月1日に陸軍技術本部附となり、6月15日に陸軍技術本部課長を経て、1942年（昭和17年）8月に中城湾要塞司令官に就任した。
その後、陸軍兵器行政本部技術部制式課長を経て、1944年（昭和19年）4月に第33軍兵器部長（緬甸方面軍）に就任し、インパール作戦で苦戦中のビルマ方面に出征。1945年（昭和20年）3月1日に陸軍少将に進級し、3月5日に緬甸方面軍兵器部長に着任。連合軍を相手に苦戦を強いられ、終戦時はモールメンに位置した。
1948年（昭和23年）1月31日、公職追放仮指定を受けた。